# Ihnatpil
Ihnatpil (ukr. Ігнатпіль) – wieś na Ukrainie, w obwodzie żytomierskim, w rejonie korosteńskim, w hromadzie Owrucz, nad rzeką Żerew. W 2001 roku liczyła 1755 mieszkańców.
Znajduje tu się stacja kolejowa Ihnatpil, położona na linii Owrucz-Korosteń.

## Historia
Pierwsza wzmianka o wsi pochodzi z 1694 roku. W czasach radzieckich w miejscowości znajdowała się siedziba kołchozu im. Szewczenki. 
W pobliżu wsi odkryto pozostałości neolitycznej osady. Podczas prac archeologicznych odnaleziono 37 brązowych ozdób z epoki brązu.